# Franz Ludwig von Waldburg-Wolfegg-Waldsee

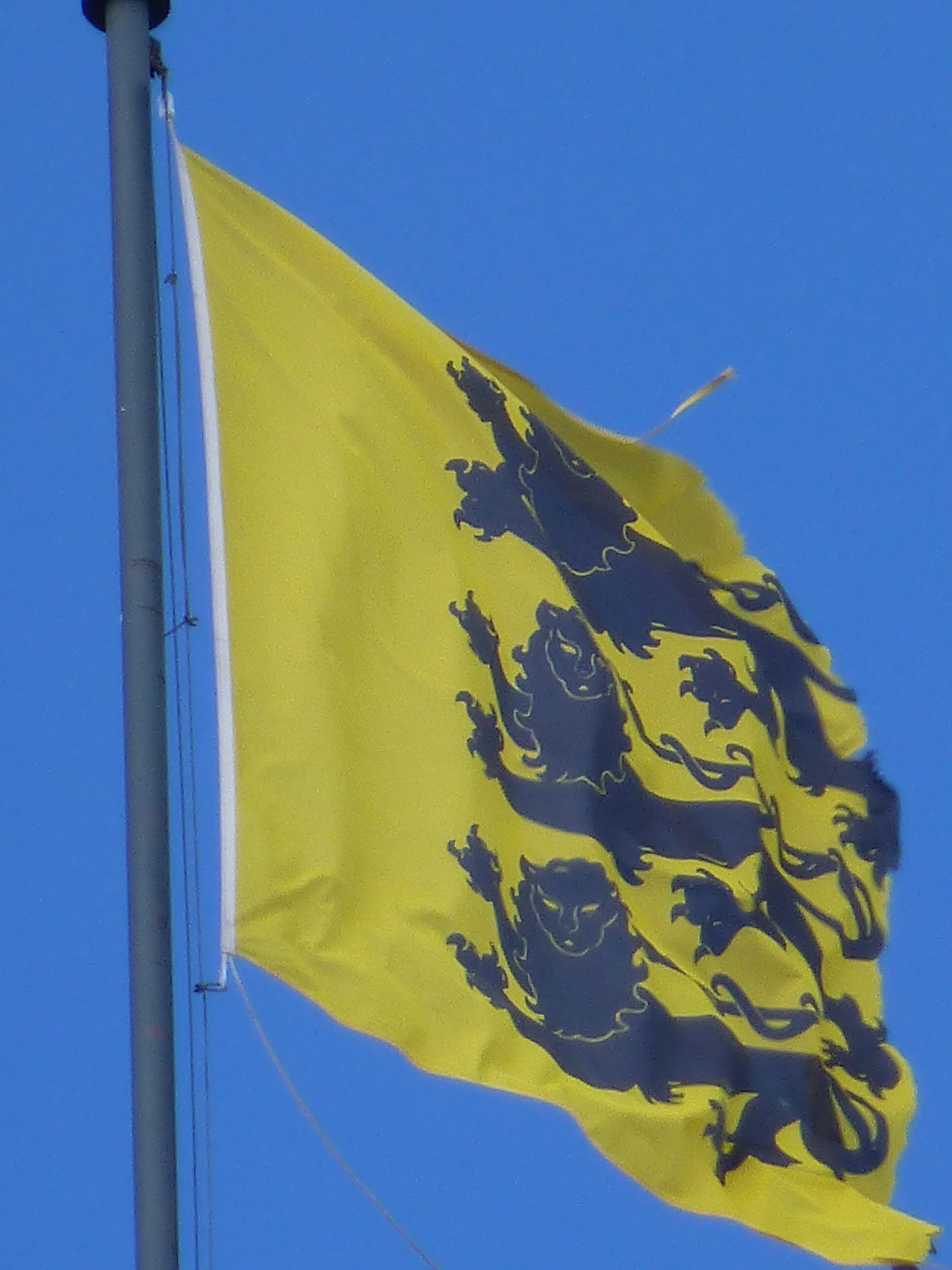
Fahne mit Wappen des Hauses Waldburg (Burg Waldburg)

Franz Ludwig von Waldburg zu Wolfegg und Waldsee (* 25. August 1892 in Waldsee; † 1. Mai 1989 in Florenz, Italien) war ein Angehöriger des historischen Hochadels sowie Großgrundbesitzer. Als Chef des Hauses Waldburg-Wolfegg-Waldsee nannte er sich ab 1950 Fürst von Waldburg zu Wolfegg und Waldsee.

## Familie und Leben
Franz Ludwig war der Sohn des Fürsten Maximilian von Waldburg-Wolfegg-Waldsee (1863–1950) und Sidonie, geborene Prinzessin von Lobkowitz (1869–1941). Seine tief religiöse Mutter prägte die Erziehung ihrer Kinder im streng katholischen Sinne. Franz Ludwig verbrachte den größten Teil seiner Schulzeit im Jesuitenkolleg Stella Matutina im österreichischen Feldkirch. Er war im Zweiten Weltkrieg als „wehrunwürdig“ eingestuft worden. Nach dem Tod seines Vaters war Franz Ludwig ab 1950 bis zu seinem Tode Chef des Hauses Waldburg zu Wolfegg und Waldsee. Als solcher trat er mit dem überkommenen Primogenitur-Titel Fürst auf und hielt auch an den 15 katholischen Kirchenpatronaten zeitlebens fest, die mit dem Fürstentitel Waldburg-Wolfegg-Waldsee verbunden sind. Neben dem Schloss Wolfegg nutzte die fürstliche Familie zu seinen Lebzeiten auch noch das Wasserschloss Waldsee. Sein Bekanntheitsgrad in der Region Allgäu und Oberschwaben war sehr hoch und die Schwäbische Zeitung berichtete regelmäßig zu gegebenen Anlässen über ihn und seine Familie. Er starb am 1. Mai 1989 im Alter von 96 Jahren.

## Ehe und Nachkommen
Franz Ludwig Erbgraf von Waldburg zu Wolfegg und Waldsee heiratete am 6. Mai 1920 in Wechselburg Adelheid Henriette Wilhelmine Sophia Maria, geborene Gräfin von Schönburg-Glauchau (* 28. Juli 1900 in Wechselburg; † 7. Januar 1987 in Bad Waldsee), Tochter von Graf Joachim von Schönburg-Glauchau (1873–1943) und Gräfin Oktavia geb. Chotek von Chotkowa und Wognin (1873–1946). Nach der Heirat zog das Paar in das Waldseer Schloss.
Franz Ludwig und Adelheid hatten sechs Kinder:
- Maximilian Willibald (* 22. Juni 1924 in Waldsee; † 5. September 1998 in Wolfegg), ab 1989 Chef des Hauses („Fürst“ von Waldburg zu Wolfegg und Waldsee)
- Maria Oktavia (* 1. August 1926 in Wechselburg)
- Otto (* 30. Mai 1928 in Waldsee; † 26. Dezember 2012 in Wolfegg)
- Maria Sidonia (* 20. Oktober 1929 in Waldsee; † 6. August 2022)
- Gebhard (* 8. Dezember 1930 in Waldsee; † 14. November 2011 in München)
- Ferdinand (* 17. Dezember 1933 in Waldsee; † 12. Juni 2001 in Kitzbühel)[5]